# Venevaara (kulle, lat 66,65, long 26,58)
Venevaara är en kulle i Finland.   Den ligger i den ekonomiska regionen  Rovaniemi ekonomiska region  och landskapet Lappland, i den norra delen av landet, 700 km norr om huvudstaden Helsingfors. Toppen på Venevaara är 210 meter över havet. Venevaara ligger vid sjön Venejärvi.
Terrängen runt Venevaara är huvudsakligen platt. Runt Venevaara är det mycket glesbefolkat, med 2 invånare per kvadratkilometer. Det finns inga samhällen i närheten. 